# Windows Genuine Advantage
Windows Genuine Advantage (WGA) è un'applicazione creata da Microsoft per la famiglia di sistemi operativi Microsoft Windows.
Questo software permette di verificare la chiave Product key del sistema. Ultimamente WGA è stato modificato ed evoluto in WGA Notification, e viene eseguito all'avvio di Windows, verifica il Product Key, dopodiché informa l'utente dello stato di autenticità della copia di Windows installata.
Il programma viene installato solitamente tramite Aggiornamenti Automatici e attivato al successivo riavvio. Non è possibile rimuovere questo tipo di aggiornamento tramite Installazione Applicazioni. Va detto che attualmente Microsoft ha personalmente descritto come rimuovere la versione pilota del programma. Per installare gli aggiornamenti considerati non critici (relativi a bachi non relativi alla sicurezza) è necessario che l'aggiornamento venga installato; viceversa non è necessario avere WGA installato per poter scaricare e installare le patch ritenute critiche che riguardano bachi di sicurezza, a patto di avere il servizio "aggiornamenti automatici" attivo.
Per scaricare una patch dal sito di Windows Update vale lo stesso discorso, è possibile scaricare gli aggiornamenti critici senza avere  WGA installato, invece è necessario aver installato WGA per gli aggiornamenti non critici.